# نجران (قرية)
قرية نجران تقع في الجهة الغربية الشمالية من محافظة السويداء في سوريا وتبعد عن مدينة السويداء حوالي عشرين كم، وهي أول قرى منطقة اللجاة الصخرية من هذه الجهة، وهي تتبع إداريًا إلى ناحية المزرعة حيث يبلغ عدد سكان قرية نجران السورية حسب السجل المدني حوالي 6,655 نسمة تقريباً،
وشهدت القرية موجات من الهجرة الخارجية وبشكل مكثف إلى أمريكا الجنوبية حيث يقدر عدد المغتربين من سكان القرية بـ 2,500 نسمة، وقد ساهم المغتربين بالنهضة العمرانية التي تشهدها القرية وفي تحسين الوضع المعيشي. وعليه فإن معظم سكانها يحملون الجنسية السورية والجنسية الفينزويلية.

## أم العلق
مزرعة في منطقة اللجاة تتبع قرية نجران، ناحية السجن، مركز منطقة ومحافظة السويداء. تقع فوق صبة بازلتية، تنتشر حولها فسحات ترابية خصبة صالحة للزراعة، إلى جانب نبع ماء غزير يفيض في السنوات المطيرة. وتبعد عن قرية نجران 3.5 كم شرقاً. يعود إعمارها الحديث إلى عام 1933، حيث انتقل إليها السكان من نجران. تؤلف الأبنية القديمة المبنية بالحجر البازلتي نواة المزرعة الجديدة. بنيت فوقها منازل من الحجر المنحوت ومن الإسمنت المسلح. يعمل السكان في الزراعة البعلية (القمح، الشعير، الحمص، السمسم، الحلبة)، وزراعة أشجار التين واللوز، وتربية الماشية. ويشربون من مياه النبع المجاور للمزرعة. يهاجر السكان هجرة دائمة إلى السويداء وضواحي دمشق وهجرة مؤقتة إلى الدول العربية الغنية بالنفط وإلى فنزويلا. تتصل بقرية نجران بطريق وعرة.

## نشاطات الأهالي
يقوم أهلها بزراعة القمح والشعير والعدس والحمص وغيرها من الحبوب، وتعرف القرية بكثرة أشجار الزيتون. أهم ما يميز نجران طبيعيًا هو ما يسمى (المكن) وهو عبارة عن حفرة طبيعية ضخمة تحوي (المغر) ويعتقد أنها تحوي نبعًا لأن المياه فيها دائمة.

## التسمية
لا يعرف على وجه التأكيد سبب تسميتها بنجران فقد تواتر شفهيًا عددًا من القصص غير المثبتة عن سبب التسمية فقيل أنها مشتقةٌ من تسمية (جران الذهب) لأنها تحوي على كنوز مدفونة في باطنها. وهناك من قال أن التسمية أتت بعد أن لجأ إليها قائدٌ روماني اسمه (ران) هربًا من قطاع الطرق وحين دخلها نجا من أعداءه فقالت العامة من الناس :نجا ران، نجا ران، وحرفت التسمية فيما بعد إلى نجران. لكن الأقرب للمنطق ما ذهب إليه جمع من الباحثين وهو أن: نجران - وحين كانت تتبع الكنيسة - سميت بنجران تيمنًا بنجران السعودية.

## تاريخ نجران
حسب قاموس مختار الصحاح، جاء أنها قرية في الشام مر بها النبي محمد أثناء تجارته في الشام. سكن الغساسنة نجران وكانت تتبع آنذاك إلى بصرى ومئذنتها المبنية على دير شاهدة على ذلك، وقد تهدم قسم منها بسبب قصفها بالمدفعية من قبل القوات الفرنسية أثناء الانتداب.

## آثار القرية

### يوجد في قرية نجران:
- دار رومانية قديمة تسمى (دار مقري الوحش) وقيل أن جرجس الغساني سكنها وتحوي الكثير من الغرف والدهاليز تحت الأرض حتى قيل أنها تحوي 360 غرفة، ويوجد بالأسفل ما يسمى المشنقة لها درج دائري نازل. ويحوي هذا المنزل قوس حجري في أحد الغرف الظاهرة للعيان قطر دائرته يصل إلى 9 أمتار قيل أنها أكبر قوس حجري في منطقة حوران. ويلفت انتباه علماء الآثار فيها مربط الخيل الموجود داخل هذا البيت حيث يحوي على ما يسمى بالربد وهو سقف حجري يضم أحجارًا منحوتة ضخمة جدًا
- موقع أثري يسمى دار الريّس، بالإضافة إلى الأقنية الرومانية المستخدمة للري وترشيد مياه الأمطار التي ما تزال آثارها باقية حتى الآن.
- موقع دير الأسمر بين نجران وأم العلق.
- كما تحوي نجران أثارًا نبطية ومسيحية وكنيسة مار جريس (الخضر) ويمكن ملاحظة بعض الكتابات الصفئية النبطية الموجودة على الكثير من البيوت القديمة، والتي أشار إليها القنصل البروسي (فيتزشتاين) عام 1875 م وكان الصفئيون عرب الصفا هم من اللخميين الذين عاشوا في الفترتين اليونانية والرومانية يكتبون بحروف نبطية متأخرة زينوا بها معظم بيوتهم وقبورهم وأماكن عباداتهم والتي يمكن أن نلاحظها بوضوح على بعض الآثار في بلدة نجران.
- كما أن نجران كانت مركزا دينيًا مسيحيًا مهمًا إضافة إلى قرية خبب التي ما زالت قائمة حتى الآن.

### نجران أثناء الاحتلال الفرنسي
أبدى ثوار جبل العرب مقاومة عنيفة ضد الاستعمار الفرنسي وانضم شباب القرية إلى الثورة من كافة العائلات الموجودة في نجران مثل آل نصر أبو فخر وعبد الخالق...إلخ.
كان لهم دور قيادي وفعال، أثّر على مجريات المعارك المفصلية التي حدثت في جبل العرب إبان الاحتلال الفرنسي في معركة رقة الصقر، التي جرت بالقرب من تل الخاروف في قرية سميع ومعركة المزرعة، والتي حدثت بعد ذلك، ويعترف بدور ثوار القرية الذين غيروا مجريات أحداث المعركة التي مالت إلى النصر الأكيد بعدما كانت تميل للهزيمة، مما دفع بقائد الثورة السورية الكبرى سلطان باشا الأطرش إلى التهليل لهم.

## موقعة المزرعة
عندما دخل الجيش الفرنسي المزرعة - وهي عين قريب من السجن بقيادة ميشو- تكبد الجيش الفرنسي خسارة فادحة بشكل ملفت للنظر. في هذه المعركة جُرح ميشو قائد الحملة قبل أن يهرب، ومن خرج من المعركة مجروحاً أو على قيد الحياة كانوا قلائل جداً، حيث تم القضاء على الحملة كلياً وتعتبر هذه المعركة من أهم معارك الحروب الحديثة حيث كان الجيش الفرنسي يملك طائرات ومجنزرات ورشاشات ومدافع، في حين كان الثوار الذين امتلكوا إرادة القتال مسلحين بما توفر من سلاح أو بلطة أو سكين أو منجل أو كريك أو قزما أو من بقايا السلاح الذي كسبوه من معاركهم مع الاتراك خلال العهد العثماني.

### العائلات الموجودة في نجران
نزحت الكثير من العائلات التي استوطنت الجبل من لبنان ثم
```
من بعض القرى ونزلت بنجران بعد سلسة دامية من
الصراعات الداخلية بين العائلات والتي
أسفرت عن الوضع الحالي ومن أشهر العائلات 
```

الموجودة في نجران
```
آل نصر- آل أبوفخر - آل عبد الخالق- آل أبوعاصي -...الخ 
```

## العمارة التقليدية والحديثة في نجران
تحوي قرية نجران على نماذج راقية من العمران تنتمي لعمارة تقليدية متوارثة والتي تعتمد على ما توفره الطبيعة من حجارة بركانية سوداء بازلتية خصوصا في الجزء القديم من البلدة. لكن البلدة من ناحية أُخرى تحوي مجموعة مبان فاخرة وحديثة من الأبنية والقصور الرائعة والتي يتبارى سكان البلدة الميسورين في إشادتها. حيث أن مدخل البلدة يظهر روعة العمارة والفن الذي يُمتّع العين ويسر الخاطر.

## الحياة الثقافية
قلما تجد بيتا في نجران لا يحتوي كتبا، فهي زاد من يريد الاستزادة وتطورت الحياة الثقافية في البلد وزادت نسبة المثقفين وحاملي الشهادات العلمية العالية التي أثرت ذخيرة البلد العلمية من حاملي شهادة الدكتوراه والشهادات الجامعية في كل الفروع العلمية والأدبية. كما تمتاز بلدة نجران بكثرة شعرائها في الشعر المحكي العامي وعازفي الربابة وناظمي القصائد التي تتغنى بتاريخ الأجداد ومفاخرهم وتثير مشاعر العزة والفخار التي تلهب الأحاسيس وتروي ظمأ محبي الشعر وسماره
ومن أعلام الحياة الثقافية في القرية:
- الشاعر نمر دارب نصر عازف الربابة.
- الدكتور غسان دارب نصر: حاصل على الدكتوراه من جامعة موسكو ومدرس في جامعة دمشق، له عدة مؤلفات في التربية وعلم النفس.
- الدكتور فندي نصر الحاصل على شهادة الدكتوراه بمرتبة الشرف من الأزهر الشريف بمصر.
- الدكتور فندي بو فخر المختص بالتاريخ الذي يحضى بمحبة واحترام جميع سكان نجران.
- الدكتورة علا جاد الكريم دارب نصر، الحاصلة على الدكتوراه في علم النفس بمرتبة امتياز، وحالياً مُدرّسة في الجامعة.

## شخصيات من نجرانز
الشيخ سيطان نصر